# Ebba Åkerhielm
Ebba Aurora Ulrika Åkerhielm af Margaretelund, född Gyldenstolpe 25 december 1841 i Stockholm, död 25 december 1913 i Österåkers församling, Stockholms län, var en svensk grevinna och hovfunktionär. Hon var överhovmästarinna 1890–1907.

## Biografi
Ebba Åkerhielm var dotter till greve Adolf Fredrik Nils Gyldenstolpe och grevinnan Ebba Eleonora Brahe. Hon gifte sig 1860 i Stockholm med statsminister friherre Gustaf Åkerhielm och fick tre barn. Hon beskrevs 1870 av Fritz von Dardel som en gladlynt skönhet, och var då väl sedd vid hovet, där hon samma år var en av sex medlemmar ur societeten som kungaparet valde ut att dansa mazurka för dem, då de ville att dansen skulle uppföras på slottet.
Mellan 1885 och 1897 var hon ordförande i styrelsen för kronprinsessans vårdanstalt för sjuka barn. År 1890 utnämndes hon till överhovmästarinna hos drottning Sofia, en tjänst hon behöll i 17 år. 
Vid sin makes död år 1900 övertog hon driften av Margretelunds Gruva. Efter 1907 tog dock hennes svågrar E. Oxenstierna och H. Falkenberg alltmer över ansvaret för gruvan.
Efter Åkerhielms död anlades åtta dagars sorg vid änkedrottningens hov och under denna tid avled även änkedrottningen. Ebba Åkerhielm begravdes på nyårsaftonen 1913 i Klara kyrka i Stockholm och gravsattes därefter i Åkerhielmska gravkoret på Klara kyrkogård.

## Utmärkelser
- Konung Oscar II:s och Drottning Sofias guldbröllopsminnestecken, 1907.[7]
- Konung Oscar II:s jubileumsminnestecken, 1897.[7]
- Första klassen av Osmanska rikets Chefkatorden, 1899.[7]